# Carolina Sá
Carolina Sá (nascida em 7 de junho) é uma cineasta, diretora de televisão, compositora e cantora brasileira.
Produziu e dirigiu a série Música Libre exibida em canais de televisão no Brasil (Canais Globo, Canal Brasil e Canal Curta!) no canal americano BET Jazz. A série foi coproduzida pela VideoFilmes, produtora brasileira dos cineastas João Moreira Salles e Walter Salles.
Dirigiu mais de 300 programas documentais para canais educativos no Brasil com temas sobre história, música, cinema, literatura, artes, cultura e educação.
Seu primeira longa-metragem Construção foi lançado na 35a Mostra Internacional de Cinema de São Paulo na Categoria Novos Diretores e ganhou a Menção Honrosa do Júri do Festival Internacional Feminino (FEMINA) em 2012 dedicado a produções femininas. O filme tem como produtores associados o cineasta brasileiro Walter Salles e a atriz brasileira Patrícia Pillar e trata, a partir de registros pessoais filmados em Cuba e no Brasil e arquivos familiares, sobre questões acerca da construção do amor, da ideia de pátria e de pertencimento.
Lançou seu primeiro disco Adundundarandun em parceria com o músico cubano René Ferrer com produção de Alê Siqueira.
Concebeu, escreveu e dirigiu a série Onde Nascem as Ideias lançada em 2019 no brasileiro Canal Curta! com oito filmes sobre o processo criativo das artistas brasileiras Bia Lessa, Angel Vianna, Rosângela Rennó, Paula Gaitán, Juçara Marçal, Lia Rodrigues, Mana Bernardes e Sonia Gomes.

## Biografia
Carolina Sá nasceu no Rio de Janeiro em 1975. É filha do arquiteto, escritor e compositor Marcos de Vasconcellos (1931-1989) e da arquiteta Regina Sá. Seu pai foi uma emblemática figura da arquitetura residencial brasileira e da cena intelectual carioca dos anos 60 que com o parceiro Pingarilho, compôs algumas das canções da Bossa-Nova, entre elas Samba Tempo, Samba de Rei e Samba da Pergunta, gravada por João Gilberto, Elis Regina, Tim Maia entre outros.
Em Construção seu primeiro documentário de longa-metragem, Carolina resgata os pensamentos do pai sobre o lado humanista da arquitetura e realiza um filme sobre a construção dos afetos a partir da noção de casa, família, país e pátria.
Antes de iniciar seus estudos em documentário na New School University em Nova Iorque, foi modelo tendo vivido e trabalhado nas cidades do Rio de Janeiro, São Paulo, Tóquio, Milão e Nova Iorque. De 1997 a 1999 foi apresentadora do programa MTV Moda Esporte Clube da MTV Brasil onde entrevistou personalidades da música e da moda como Patrick Demarchelier, Chico Science e Rita Lee.
Aos 23 anos, depois de deixar Nova Iorque, e voltar ao Rio de Janeiro, segue seus estudos em cinema documental com cursos de extensão com o documentarista brasileiro João Moreira Salles e com o documentarista Eduardo Coutinho.
Na música lançou em 2014 o álbum Adundundarandun em parceria com o compositor a cantor cubano René Ferrer com composições de ambos.

## Carreira
Carolina Sá iniciou sua carreira de documentarista produzindo e dirigindo a série Música Libre, sobre o universo musical de cinco países do Caribe: Cuba; Jamaica; Haiti; República Dominicana e Trinidad & Tobago. Durante dois anos ela visitou esses países pesquisando as diferentes manifestações musicais tradicionais e contemporâneas e criou um panorama musical dessa região a partir de registros musicais, religiosos e entrevistas com os músicos Chucho Valdés, Omara Portuondo, Pio Leyva,  Sly Dunbar e Coxsone Dodd entre outros. A série foi coproduzida pela VideoFilmes, produtora brasileira dos cineastas João Moreira Salles e Walter Salles e lançada em 2003 no canal GNT (Brasil) e posteriormente exibida no Canal Brasil e Curta! no Brasil e BET Jazz nos Estados Unidos.
“A série, que começou com o episódio sobre Cuba, prescinde de narração. Permite que cada ritmo seja explicado pelos seus músicos e pelas danças que inspiram, deixando a música livre para falar o que deve ser ouvido.”
Em 2008 foi convidada para dirigir uma série semanal para a televisão pública brasileira (TV Brasil) sobre fatos e personagens da história do Brasil. O programa De Lá Para Cá apresentado pelos jornalistas Ancelmo Goes e Vera Barroso ficou no ar de 2008 a 2013 e Carolina dirigiu mais de 250 episódios sobre personalidades brasileiras como Chico Mendes, Jackson do Pandeiro, Alécio de Andrade, Clarice Lispector , Anita Malffati, Garrincha, Carmen Miranda e Josué de Castro.
Ainda para a televisão criou roteiros e dirigiu programas documentais com foco em educação, arte e cultura como a série Ética (Canal Futura) apresentada por Renato Janine Ribeiro, filósofo, professor, escritor e Ministro da Educação de Dilma Rousseff, exibida em duas temporadas no canal, em 2006 e 2008.
Foi colaboradora da TV INES, primeiro canal voltado para o público surdo no país e da TV Escola (TV educativa brasileira) onde concebeu e dirigiu projetos de história, arte, filosofia e cultura como a série de documentários Um Dia onde retrata a vida de diferentes jovens surdos na cidade do Rio de Janeiro e o curta-metragem “Ouvindo o Silêncio (Listening to the Silence)” finalista ao Prêmio UNESCO na categoria Não/Ficção para crianças.
Sua estreia no cinema foi em 2012 com o longa-metragem Construção, lançado na 35ª Mostra Internacional de Cinema de São Paulo na Categoria Novos Diretores.[carece de fontes?]
Na crítica da Gazeta do Povo, Paulo Camargo escreve “Construção é mais do que uma carta cinematográfica ao pai. É uma proposta audiovisual ambiciosa que pretende estabelecer um paralelo entre a arquitetura, ofício paterno, e a “edificação” de laços que dão sentido à vida, como os vínculos afetivos familiares, o apego do homem à sua casa e a relação de pertencimento que o indivíduo estabelece com a cidade onde vive (...). Resulta em um filme emocionante.”

O longa-metragem, realizado por sua produtora Doralice Filmes e coprodução da produtora carioca Samba Filmes, contou com a produção associada do cineasta brasileiro Walter Salles e da atriz brasileira Patrícia Pillar e ganhou Menção Honrosa do Júri do Festival Internacional Feminino (FEMINA) de 2012.
Em muitos dos seus trabalhos, Carolina utiliza materiais de arquivo e filmagens em Super 8 ou 16 mm.
Dirigiu alguns videoclipes entre eles Dia Santo do músico e percussionista de Pernambuco Jam da Silva e Problema, Como a Cada Mañana (Putumayo Records) e Rincones do músico cubano René Ferrer, com o qual recebeu os prêmios de melhor videoclipe, edição, fotografia e trova cubana no Prêmio Lucas de Cuba em 2009.
Na música, lançou seu primeiro disco Adundundarandun (René y Carol) em 2014 em parceria com o músico cubano René Ferrer com canções autorais de ambos.  O disco, produzido por Alê Siqueira foi bem recebido pela crítica no Brasil e no exterior.
'Na sonoridade de Adundundarandun (...) Cuba e Brasil se fundem também, num híbrido que engloba tradições e modernidades, em arranjos espaçosos e evocativos, que parecem refletir o background cinematográfico de Carolina.' (O Globo) 
'The song Cry is haunting and beautiful. It might just make you, well you know …'
(Sound Fried - EUA)' [carece de fontes?]
'La mezcla de la delicadeza brasileña con la fuerza de la música de Cuba es brillante”.
Concebeu, escreveu e dirigiu a série Onde Nascem as Ideias lançada em 2019 no Canal Curta! com oito médias metragens sobre o processo de criação de oito artistas brasileiras, sendo elas: Bia Lessa;  Angel Vianna; Rosângela Rennó; Paula Gaitán;Juçara Marçal; Lia Rodrigues; Mana Bernardes e Sonia Gomes'. Os filmes propõem um mergulho em um processo de criação de cada artista como por exemplo a montagem do espetáculo Grande Sertão Veredas da diretora Bia Lessa, a elaboração da exposição Nuptias da artista plástica e fotógrafa Rosângela Rennó e a construção da obra Maria Dos Anjos da artista plástica mineira Sonia Gomes.

## References
1. ↑  «"Música Libre" explora os sons do Haiti». Folha de S.Paulo. 9 de dezembro de 2003. Consultado em 16 de dezembro de 2020
2. ↑  «"Construção: pertencimento de Havana ao Rio de Janeiro"». Gazeta do Povo. 10 de dezembro de 2012. Consultado em 14 de dezembro de 2020
3. ↑  «"Carolina e René, a trilha de uma relação bilíngue"». O Globo. Consultado em 12 de novembro de 2020
4. ↑  «"René y Carol estrenan su disco Adundundarandun'». Miusyk. Consultado em 22 de novembro de 2020